# Episodi de Le regole dell'amore (quinta stagione)
La quinta stagione della serie televisiva Le regole dell'amore è stata trasmessa dal 20 settembre 2010 al 19 maggio 2011 sul canale statunitense CBS.
In Italia la stagione è stata trasmessa dal 7 al 22 novembre 2011 su Comedy Central.
In chiaro viene trasmessa dal 12 dicembre 2012 al 25 dicembre 2012 su Italia 2.
| nº | Titolo originale               | Titolo italiano            | Prima TV USA      | Prima TV Italia  |
| -- | ------------------------------ | -------------------------- | ----------------- | ---------------- |
| 1  | Surro-gate                     | Russell e la surrogata     | 20 settembre 2010 | 7 novembre 2011  |
| 2  | The Bank                       | La banca                   | 27 settembre 2010 | 7 novembre 2011  |
| 3  | Rug-of-War                     | Il tappeto dei desideri    | 4 ottobre 2010    | 8 novembre 2011  |
| 4  | Handy Man                      | Il solista                 | 11 ottobre 2010   | 8 novembre 2011  |
| 5  | Play Ball                      | Rimettersi in gioco        | 18 ottobre 2010   | 9 novembre 2011  |
| 6  | Baked                          | La ricetta della nonna     | 25 ottobre 2010   | 9 novembre 2011  |
| 7  | Mannequin Head Ball            | Testa di manichino         | 1º novembre 2010  | 10 novembre 2011 |
| 8  | Les-bro                        | Un'amica surrogata         | 8 novembre 2010   | 10 novembre 2011 |
| 9  | The Big Picture                | La gigantografia           | 15 novembre 2010  | 11 novembre 2011 |
| 10 | Fun Run                        | In amore vince chi...corre | 22 novembre 2010  | 11 novembre 2011 |
| 11 | Refusing to Budget             | Tempo di bilanci           | 6 dicembre 2010   | 14 novembre 2011 |
| 12 | Little Bummer Boy              | Un Natale diverso          | 13 dicembre 2010  | 14 novembre 2011 |
| 13 | The Home Stretch               | Acrobazie a domicilio      | 3 gennaio 2011    | 15 novembre 2011 |
| 14 | Uh-Oh It's Magic               | Oh-oh e' magia             | 17 gennaio 2011   | 15 novembre 2011 |
| 15 | Singing and Dancing            | Musica e danza             | 7 febbraio 2011   | 16 novembre 2011 |
| 16 | Jeff Day                       | Il giorno di Jeff          | 24 febbraio 2011  | 16 novembre 2011 |
| 17 | Zygote                         | Lo zigote                  | 3 marzo 2011      | 17 novembre 2011 |
| 18 | Anniversary Chicken            | Anniversario a sorpresa    | 10 marzo 2011     | 17 novembre 2011 |
| 19 | The Set Up                     | Nuove amicizie             | 31 marzo 2011     | 18 novembre 2011 |
| 20 | Beating The System             | Battere il sistema         | 7 aprile 2011     | 18 novembre 2011 |
| 21 | The Jeff Photo                 | La foto di Jeff            | 28 aprile 2011    | 21 novembre 2011 |
| 22 | Double Down                    | Raddoppia la posta         | 5 maggio 2011     | 21 novembre 2011 |
| 23 | The Power Couple               | La coppia di successo      | 12 maggio 2011    | 22 novembre 2011 |
| 24 | The Last of the Red Hat Lovers | La crociera imperfetta     | 19 maggio 2011    | 22 novembre 2011 |